# Parc national du Val Grande

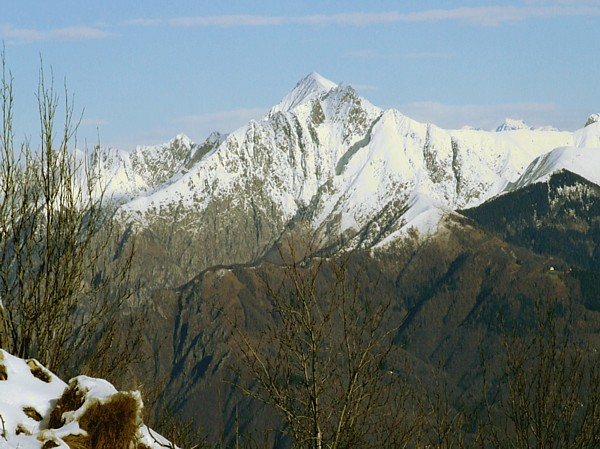
Le Mont Zeda en hiver.

Le parc national du Val Grande (Parco nazionale della Val Grande en italien) est un grand parc montagneux d’Italie. Situé à une heure en voiture de Milan, dans la province du Verbano-Cusio-Ossola au Piémont, le parc est institué depuis 1992 et s’étend sur 14 598 hectares (145,98 km²) entre le lac Majeur (la vallée de la Cannobine et la vallée Intrasca), la val d'Ossola, le val Vigezzo, les Centovalli et la frontière suisse. Il est surtout remarquable pour ses paysages des Hautes Alpes.

## Montagnes
Les plus grandes montagnes du parc sont : 
- Mont Togano (Monte Togano), 2 301 m
- Pic Tignolino (Pizzo Tignolino), 2 246 m
- Cima della Laurasca, 2 193 m
- Mont Zeda (Monte Zeda), 2 156 m
- Cima Pedum, 2 111 m

## Flore
À Val Grande, comme ce qui s’est passé dans d’autres territoires à la suite du dépeuplement qui a suivi la Seconde Guerre mondiale, la forêt a retrouvé son espace, auparavant amputé à cause du bûcheronnage et entretenu par les bergers. À l’heure actuelle, la nature est affectée par cette histoire, présentant une jeune forêt qui s’étend sur une grande partie de la surface du parc. La hauteur moyenne n’est en fait pas élevée, ce qui permet à des espèces de basse montagne telles que le châtaignier, le hêtre, le noisetier, d’être dominantes.

## Faune
- Mammifères
  - Ongulés
    - chamois
    - chevreuil
    - cerf
    - sanglier

  - Carnivores
    - loup
    - Renard
    - martre
    - blaireau
    - belette

  - Rongeurs
    - loir
    - souris sauvage
    - écureuil

- Oiseaux
  - aigle royal
  - faucon pèlerin
  - tétras lyre
  - hibou grand duc
  - pic noir
  - pie-grièche écorcheur
  - cincle plongeur
  - Bergeronnette grise

- Reptiles
  - vipère
- Poissons
  - truite brune
- Insectes
  - Carabus lepontinus (espèce endémique)
  - Rosalia alpina
  - Ermite d’Osmoderna
  - Gnorimus variabilis

## Galerie

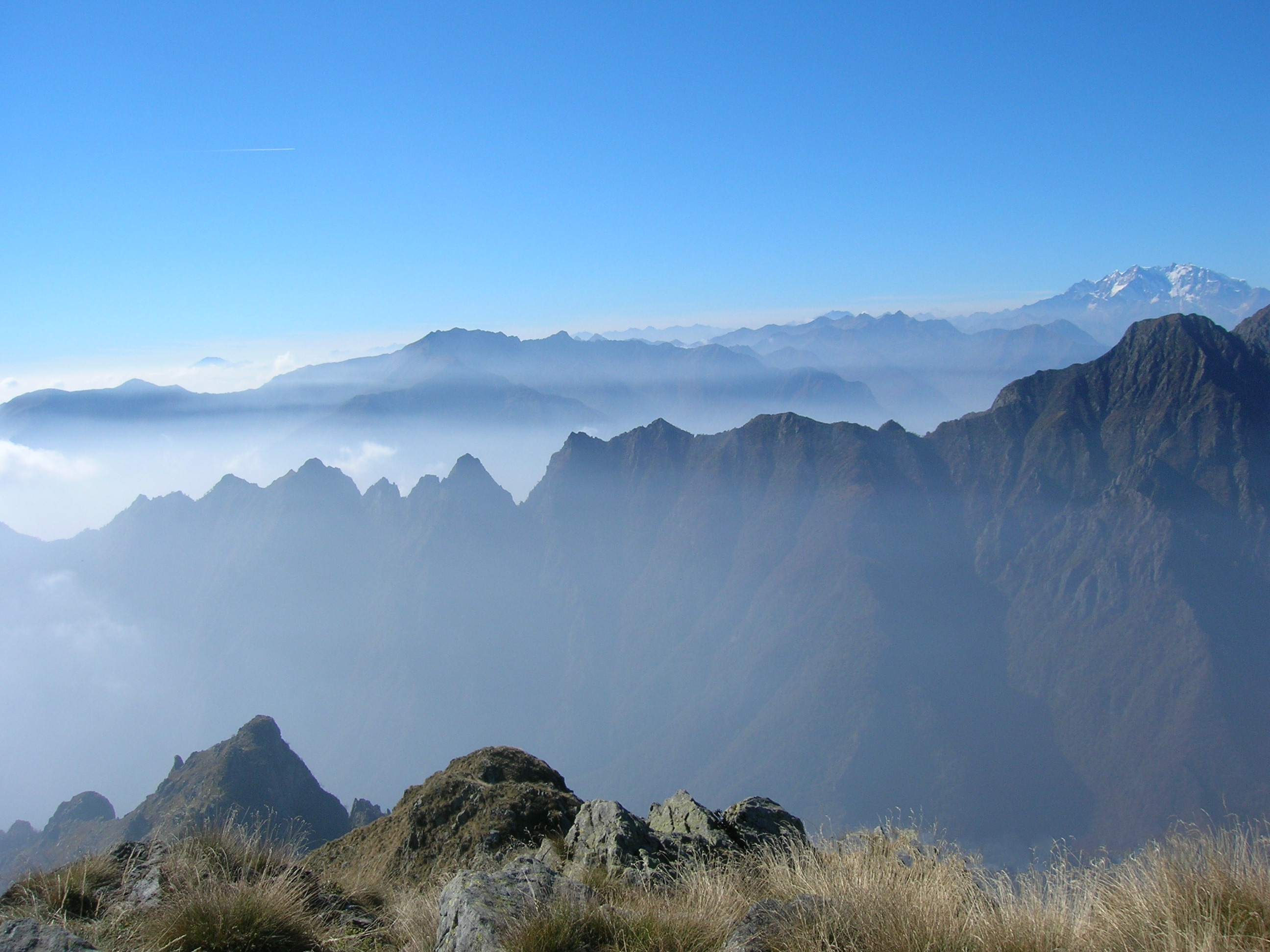
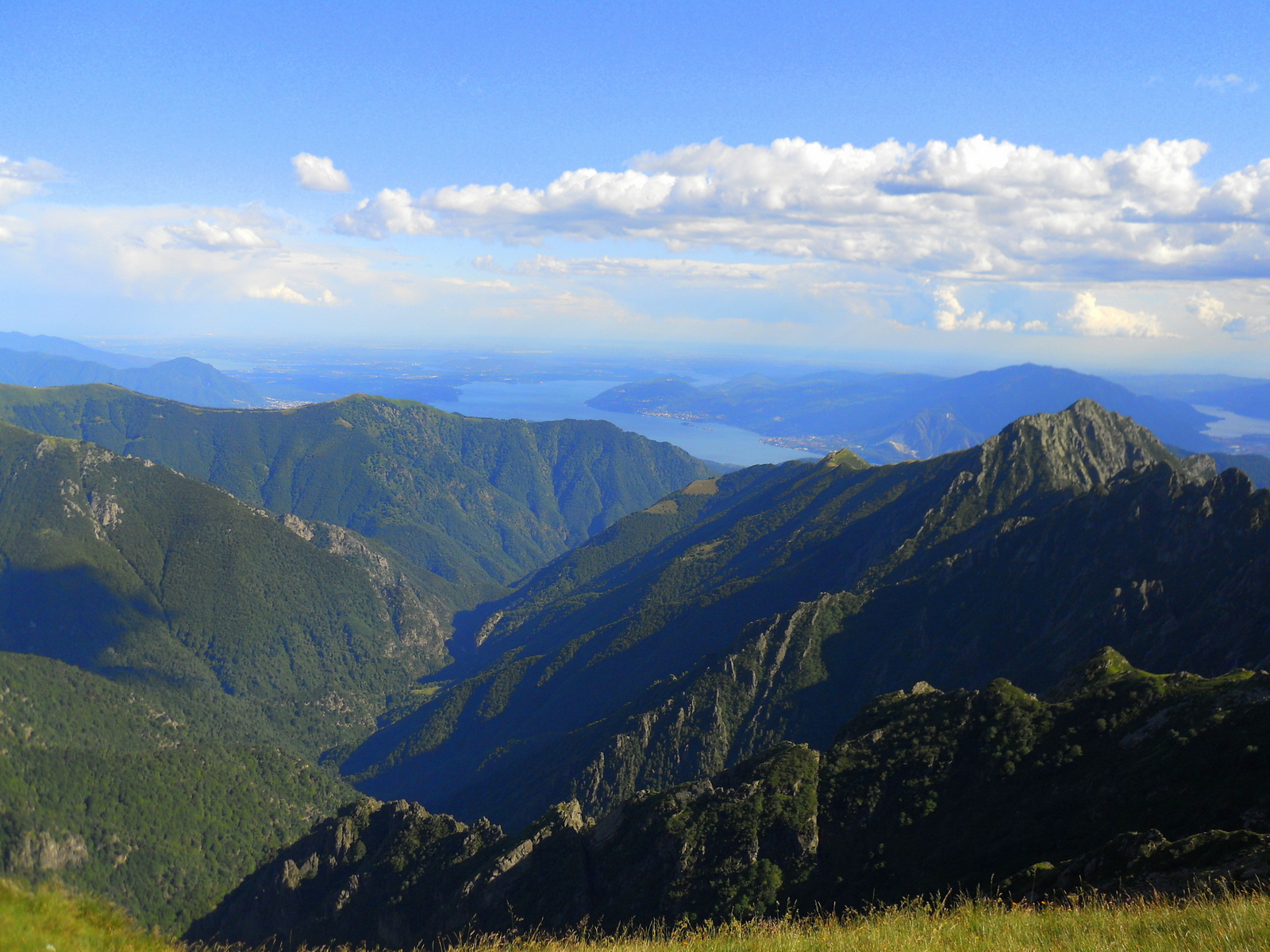
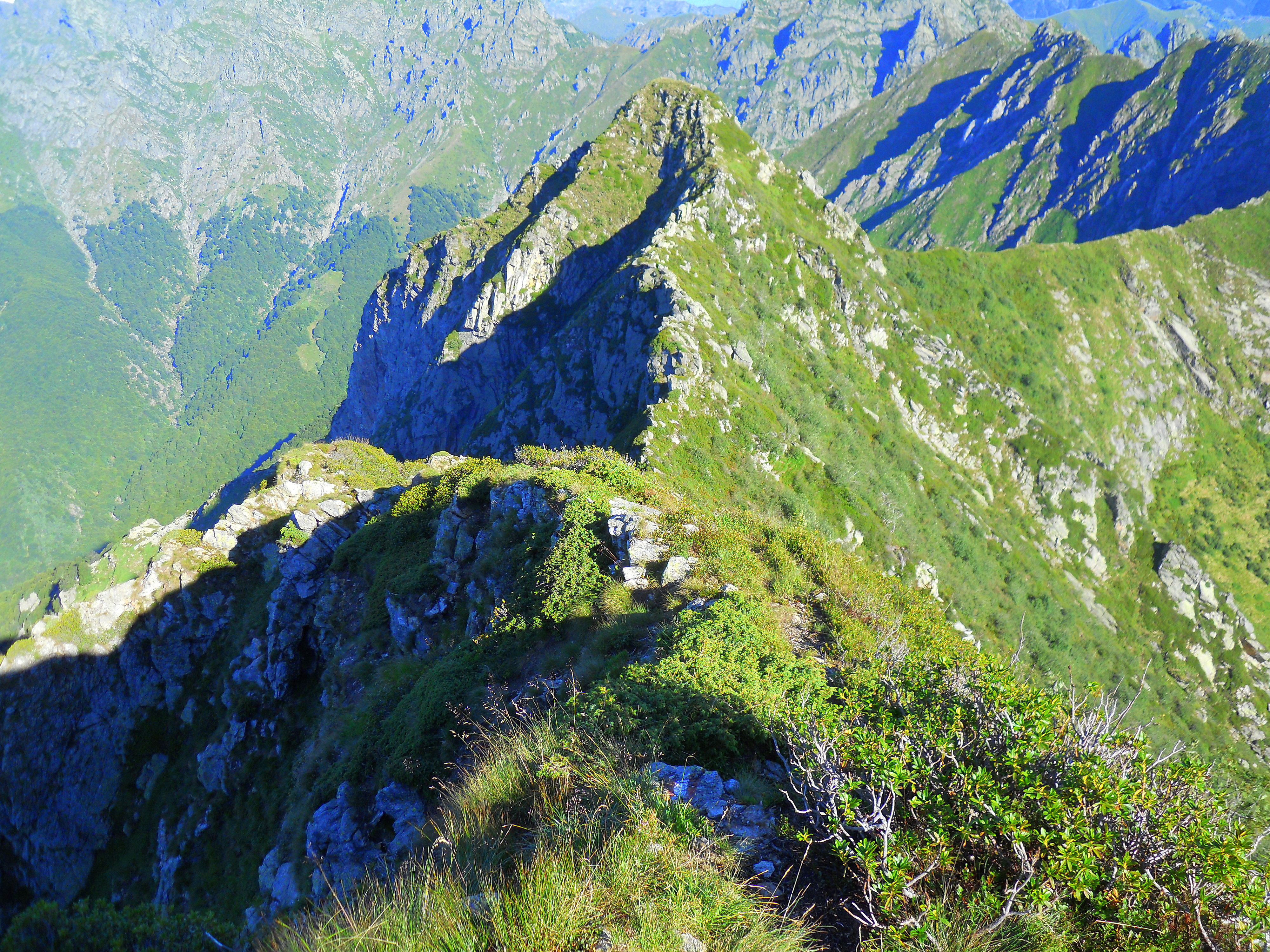
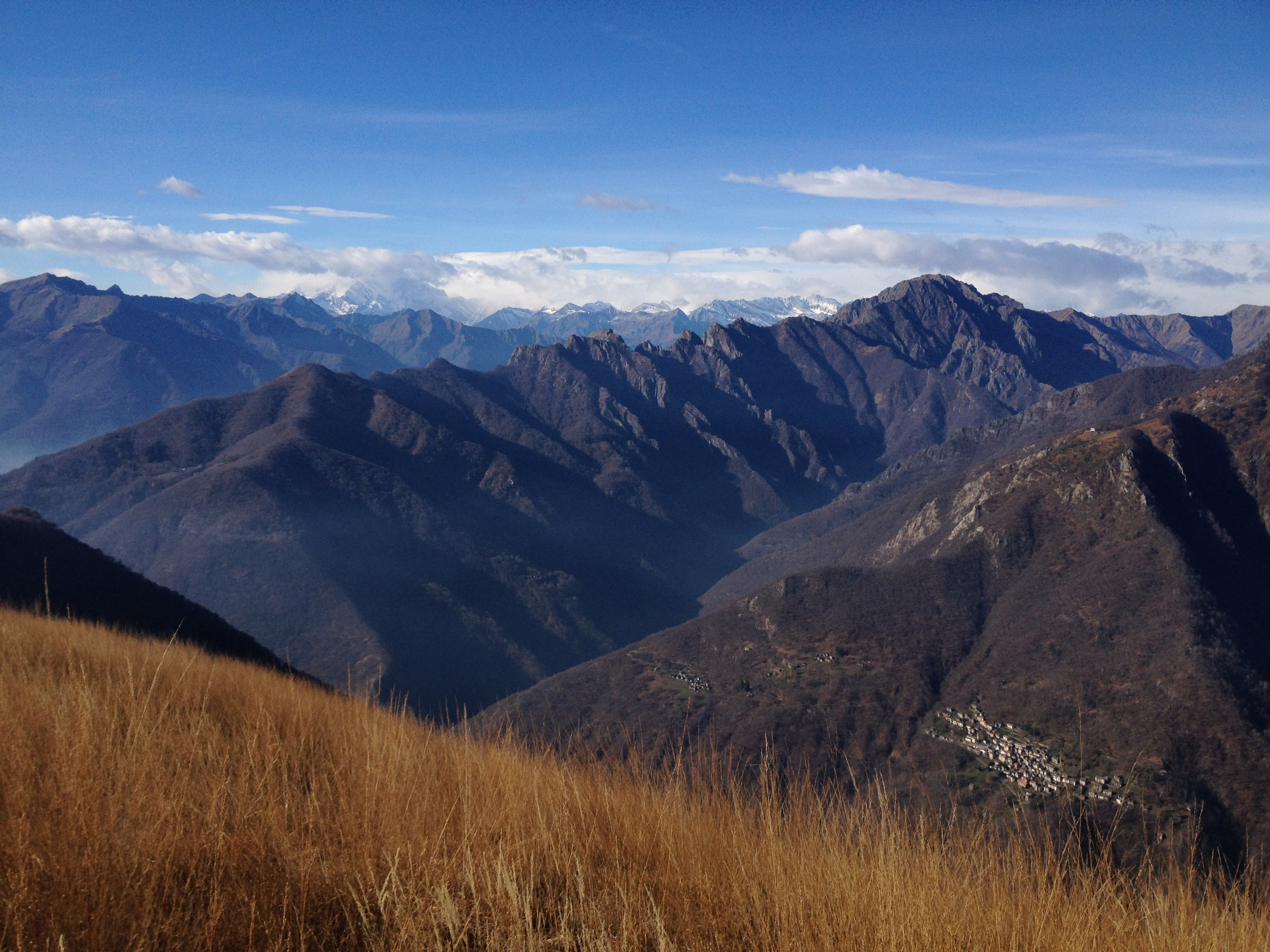
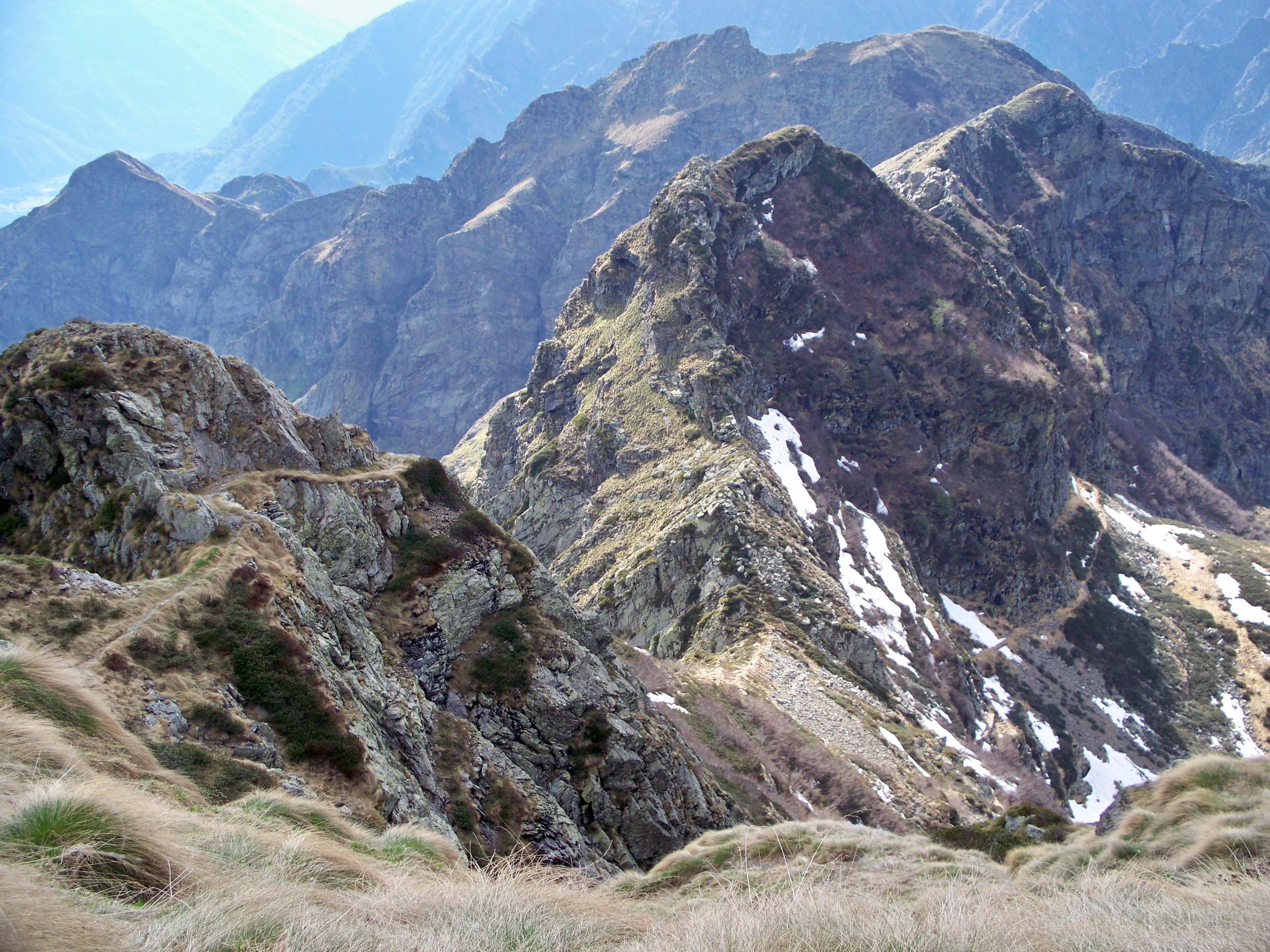